# Kresťanskodemokratické hnutie
Kresťanskodemokratické hnutie (KDH, dansk: Kristendemokratisk bevægelse) er et kristendemokratisk politisk parti i Slovakiet. Det er medlem af Det Europæiske Folkeparti (EPP) og har observatørstatus i Centrist Democrat International.

## Historie
Partiet var med i flere slovakiske koaliationsregeringer i perioden fra 1990 til 2012. Ved parlamentsvalgene i 2016 og 2020 kom KDH ikke over spærregrænsen på 5 % og var for første gang i partiets historie ikke repræsenteret i Nationalrådet.
Ved parlamentsvalget i Slovakiet i 2023 vendte KDH tilbage til parlamentet med 6,82 % af stemmerne og 12 af 150 mandater i Nationalrådet.

## Partiledere
|   | Billede | Navn            | Start | Slut |
| - | ------- | --------------- | ----- | ---- |
| 1 |         | Ján Čarnogurský | 1990  | 2000 |
| 2 |         | Pavol Hrušovský | 2000  | 2009 |
| 3 |         | Ján Figeľ       | 2009  | 2016 |
| 4 |         | Alojz Hlina     | 2016  | 2020 |
| 5 |         | Milan Majerský  | 2020  |      |

- Pavol Zajac var fungerende formand for partiet i 2016 og 2020